# Ruta 32 (Uruguay)
La ruta 32 es una de las rutas nacionales de Uruguay, su trazado se desarrolla dentro del departamento de Canelones.

## Trazado
Esta carretera recorre el departamento de Canelones desde la Avenida Pedro de Mendoza, próximo a Montevideo hasta la   ruta 11.
Junto a su trazado se localizan algunas instituciones educativas como las escuelas Nº 12, 13, 50, y 92, el liceo de Canelón Chico, y la capilla María Auxiliadora. 
Detalle según el kilometraje en sentido sur-norte:
- km 20.000: finaliza Av Don Pedro de Mendoza, límite departamental Montevideo-Canelones.
- km 21.000: intersección con ruta 66.
- km 22.000: intersección con Camino Poquitos.
- km 22.500: intersección con ruta 86.
- km 27.000: intersección con ruta 67 y Villa San Cono.
- km 29.500: intersección con ruta 69 y Canelón Chico.
- km 36.000: Villa Arejo
- km 37.500: intersección con ruta 107.
- km 46.000: intersección con ruta 11.

## Características
La carretera forma parte de la red terciaria de carreteras nacionales, y está construida sobre la base de carpeta asfáltica, siendo su estado muy bueno.

## Localidades que atraviesa

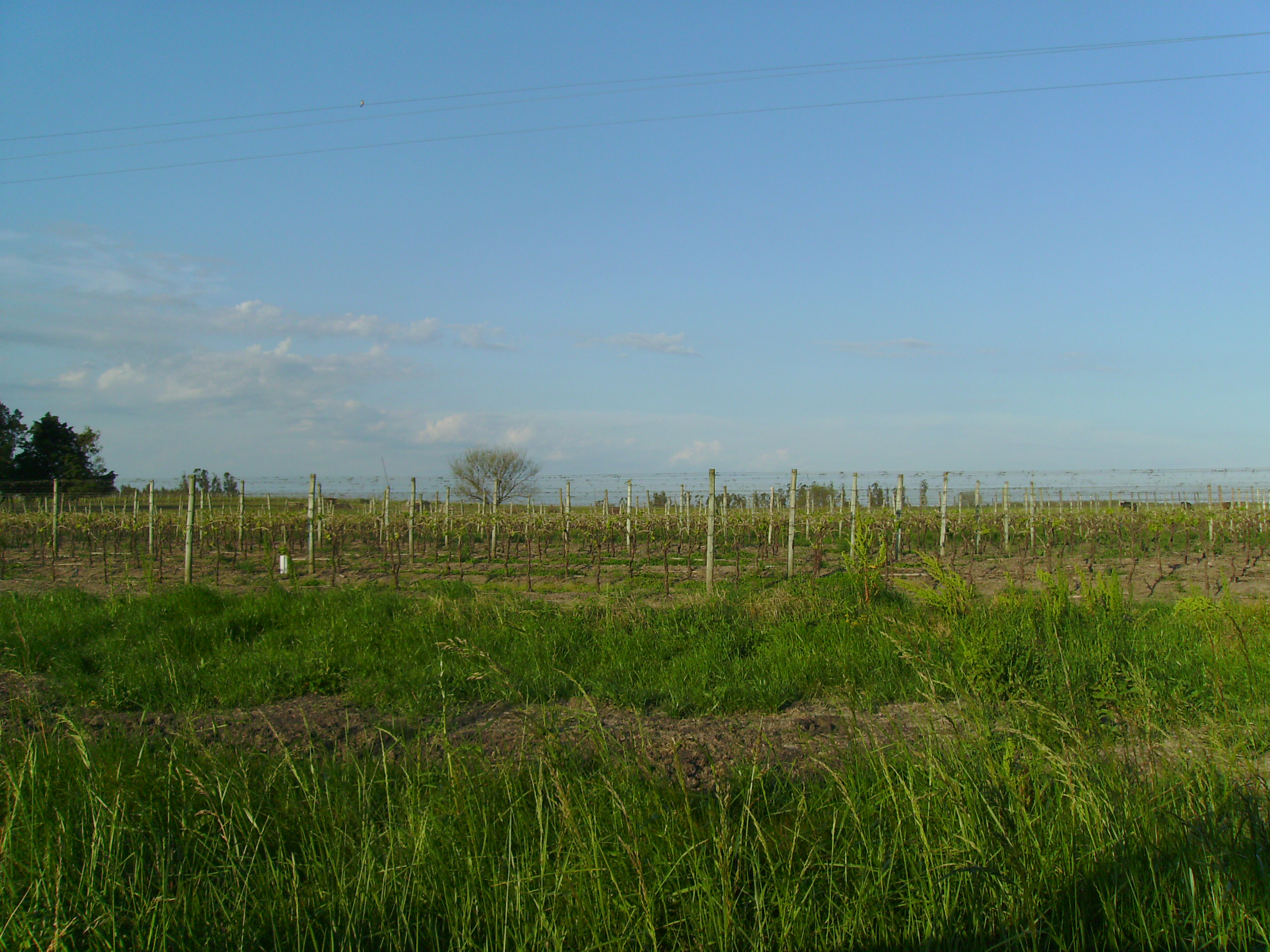
Característico paisaje de viñedos, junto a la ruta 32.

- Canelón Chico
- Villa San Cono
- Villa Arejo